# Mečys Laurinkus
Mečys Laurinkus (ur. 22 maja 1951 w Kłajpedzie) – litewski pracownik naukowy, polityk i dyplomata, były poseł na Sejm Republiki Litewskiej, ambasador w Hiszpanii (2004–2008) i Gruzji (2008–2009).

## Życiorys
W 1978 ukończył studia na Wydziale Filozofii Wileńskiego Uniwersytetu Państwowego, po czym pracował jako nauczyciel w szkołach średnich rejonu wileńskiego. Od 1983 do 1990 był zatrudniony jako współpracownik naukowy w instytucie filozofii, socjologii i prawa Akademii Nauk Litewskiej SRR.
Pod koniec lat 80. zaangażował się w litewski ruch demokratyczny, wstępując do Sąjūdisu, którego został sekretarzem. W 1989 wybrano go deputowanym ludowym do Rady Najwyższej ZSRR z okręgu Taurogi, a rok później uzyskał mandat posła do Rady Najwyższej Litewskiej SRR, zasiadał w jej Prezydium. 11 marca 1990 znalazł się wśród sygnatariuszy aktu niepodległości. W marcu 1990 powierzono mu kierownictwo nowo powstałego Departamentu Bezpieczeństwa Państwowego. Ze stanowiska odszedł w 1991.
W 1993 został wiceprzewodniczącym Związku Ojczyzny. Jako kandydat tej partii w 1996 powrócił do parlamentu. Od 3 czerwca 1998 do 30 kwietnia 2004 ponownie stał na czele Departamentu Bezpieczeństwa Państwowego. W 2004 objął stanowisko ambasadora nadzwyczajnego i pełnomocnego w Królestwie Hiszpanii. Na skutek konfliktów wewnętrznych w litewskim przedstawicielstwie dyplomatycznym w Madrycie został w 2008 odwołany z funkcji ambasadora i wrócił do kraju.
We wrześniu 2008 objął stanowisko ambasadora nadzwyczajnego i pełnomocnego w Gruzji, z funkcji został odwołany w grudniu 2009. Związany następnie z Partią Chrześcijańską i Litewską Partią Zielonych.

## Odznaczenia
- Krzyż Komandorski Orderu Wielkiego Księcia Giedymina – 2003[4]
- Medal Niepodległości Litwy – 2000[4]
- Krzyż Komandorski z Gwiazdą Orderu Zasługi RP – Polska, 1997[5]
- Medal Rady Bałtyckiej – 2003[6]